# Offertorium
Das Offertorium (von lateinisch offerre „entgegentragen, entgegenbringen, darbieten, darreichen, reichen“) ist ein liturgischer Gesang zur Gabenbereitung in der heiligen Messe. Während des Offertoriums werden die Gaben Brot und Wein zum Altar gebracht und die Kollekte gesammelt. Darauf folgen die Gabenbereitung, das Lavabo und das Gabengebet.
Das Offertorium gehört zum Proprium, also den nach dem Tag oder der Zeit im Kirchenjahr wechselnden Texten der heiligen Messe. Es ist eine lateinische Antiphon, zu der von der Schola ursprünglich ein Psalm als Begleitung der Prozession zur Gabenbereitung vorgetragen wurde. Im Offertorium Domine Jesu Christe der Totenmesse (Missa pro defunctis) ist die längere Form mit Versikel und Wiederholung der Antiphon erhalten, da in solchen Gottesdiensten der Opfergang aller Gläubigen bis in die Neuzeit stattfand und anfangs vom Gesang des Offertoriums begleitet wurde.
Die lateinischen Offertorien im Gregorianischen Choral wurden 1975 als Offertoriale Triplex nach den Editionsprinzipien des Graduale Triplex mit Neumen herausgegeben. In Messfeiern in der Landessprache wird heute oft ein Lied zur Gabenbringung anstelle des Offertoriums gesungen. Wird nicht gesungen, entfällt das Offertorium.
In der Musikliteratur entstanden Offertorien als chorische oder instrumentale Begleitung der Gabenbereitung.

## Bedeutende Offertorien
Chor
- Orlando di Lasso, Sacrae Cantiones (1582 bzw. 1585);
- Giovanni Pierluigi da Palestrina, Offertoria totius anni (1593)

Chor, Orgel, Trompeten und Gemeinde
- Ralph Vaughan Williams, All people that on earth do dwell (The Old 100th), Offertorium bei der Krönung Königin Elisabeths II.

Orgel
- Jacques Louis Battmann, Offertoire (in Pièces d’orgue Opus 30)
- Louis Lefébure-Wély, mehrere Offertoire u. a. in der Sammlung L’Organiste Moderne.
- Jean Langlais, Deux Offertoires pour tous les temps (1943)